# Willy Brandt

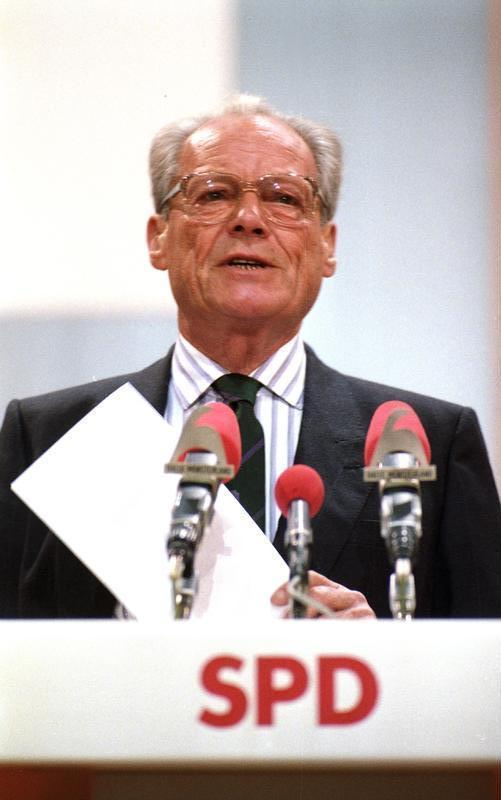
Willy Brandt năm 1988

Willy Brandt, tên khai sinh Herbert Ernst Karl Frahm (18 tháng 12 năm 1913 - 8 tháng 10 năm 1992) là một chính trị gia, thủ tướng Tây Đức từ 1969–1974, lãnh đạo Đảng Dân chủ Xã hội Đức (SPD) giai đoạn 1964–1987. Ông Được trao giải Nobel Hoà bình năm 1971 vì những nỗ lực của ông trong việc tăng cường hợp tác ở Tây Âu thông qua EEC và để đạt được hòa giải giữa Tây Đức và các quốc gia Đông Âu. Ông là Thủ tướng Dân chủ Xã hội đầu tiên năm 1930.
Trốn sang Na Uy và sau đó là Thụy Điển trong chế độ Nazi và làm nhà báo cánh tả, ông lấy tên Willy Brandt làm bút danh để tránh bị phát hiện bởi các nhân viên Quốc xã và sau đó chính thức thông qua tên vào năm 1948. Brandt ban đầu được coi là một trong những nhà lãnh đạo cánh hữu của SPD, và giành được sự nổi tiếng ban đầu là Thị trưởng của Tây Berlin. Ông từng là Bộ trưởng Ngoại giao Đức và Bộ trưởng Ngoại giao Đức trong nội các Kurt Georg Kiesinger, và trở thành Thủ tướng vào năm 1969. Như Ông duy trì sự liên kết chặt chẽ của Tây Đức với Hoa Kỳ và tập trung vào việc tăng cường hội nhập châu Âu ở Tây Âu, trong khi đưa ra chính sách mới của "Ostpolitik" nhằm mục đích cải thiện quan hệ với Đông Âu. Brandt đã gây tranh cãi về cả cánh hữu, đối với "Ostpolitik" của ông, và cánh tả, vì sự ủng hộ của ông đối với các chính sách của Mỹ, bao gồm chế độ Chiến tranh Việt Nam, và cánh hữu. Báo cáo Brandt đã trở thành một biện pháp được công nhận để mô tả sự chia cắt Bắc-Nam chung trong nền kinh tế thế giới và chính trị giữa miền Bắc giàu có và miền Nam nghèo. Brandt cũng được biết đến với các chính sách chống cộng của ông dữ dội ở cấp độ nội địa, lên đến đỉnh cao trong Radikalenerlass (Nghị định chống lại) năm 1972.
Di sản lớn nhất của ông để lại là Ostpolitik, một chính sách được đưa ra nhằm cải thiện quan hệ với Đông Đức, Ba Lan và Liên bang Xô Viết. Chính sách này của Brandt đã gây ra tranh cãi tại Tây Đức nhưng lại giúp ông giành được giải Nobel hòa bình năm 1971.
Brandt bị buộc phải từ chức thủ tướng Đức năm 1974 sau khi một phụ tá thân cận của ông bị phát hiện đã làm việc cho lực lượng cảnh sát mật của Đông Đức Stasi. Đây là một trong những scandal chính trị lớn nhất trong lịch sử Tây Đức thời hậu chiến.

## Tiểu sử
Willy Brandt sinh ra ở Herbert Ernst Carl Frahm trong Thành phố tự do Lübeck (Đế quốc Đức) ngày 18 tháng 12 năm 1913. Mẹ của ông là Martha Frahm, một bà mẹ đơn thân, người đã làm thu ngân cho một cửa hàng bách hóa. Cha của ông là một kế toán từ Hamburg tên John Möller, người mà Brandt không bao giờ gặp. Khi mẹ ông làm việc sáu ngày một tuần, ông chủ yếu được nuôi dưỡng bởi bố dượng của của mẹ ông, Ludwig Frahm, và người vợ thứ hai, Dora.